# Psychotria fauriei
Psychotria fauriei là một loài thực vật có hoa trong họ Thiến thảo. Loài này được (H.Lév.) Fosberg miêu tả khoa học đầu tiên năm 1962.